# Apogon
Die USS Apogon (SS-308) war ein U-Boot der US Navy. Es gehörte zur Balao-Klasse und wurde wie alle anderen Boote der Klasse nach einem Fisch benannt. Apogon ist die englische Bezeichnung für die Familie der Kardinalbarsche (Apogonidae). Ursprünglich war ein anderer Name vorgesehen, Abadejo, jedoch ersetzte man diesen bereits vor der Kiellegung.
Das U-Boot wurde von der United States Navy im Zweiten Weltkrieg und anschließend als Zielschiff für Atomtests eingesetzt.

## Technik und Bewaffnung
Die Apogon war ein diesel-elektrisches Patrouillen-U-Boot der Balao-Klasse. Die Balao-Klasse wurde gegenüber der Gato-Klasse nur geringfügig verbessert und war wie jene für lange offensive Patrouillenfahrten im Pazifik ausgelegt. Insbesondere die Tauchtiefe wurde, basierend auf den Erfahrungen während des Krieges gegen Japan, vergrößert und der Innenraum verbessert. Äußerlich und in ihren Dimensionen glichen sich die Boote beider Klassen weitgehend.

### Technik
Die Apogon war 95 Meter lang und 8,3 Meter breit, der Tiefgang betrug maximal 5,1 Meter. Aufgetaucht verdrängte sie 1526 ts, getaucht 2424 ts. Der Antrieb erfolgte durch vier 9-Zylinder-Diesel-Gegenkolbenmotoren von Fairbanks-Morse, Model 38D8-1/8, die jeweils 1000 kW Leistung hatten. Unter Wasser wurde das U-Boot durch vier Elektromotoren mit insgesamt 2740 PS angetrieben, die ihre Energie aus zwei 126-zelligen Akkumulatoren bezogen. Die Motoren gaben ihre Leistung über ein Getriebe an zwei Wellen mit je einer Schraube ab. Die Geschwindigkeit betrug aufgetaucht maximal 20,25 Knoten, getaucht schaffte die Apogon noch 8,75 Knoten. Die maximal mögliche Tauchzeit betrug 48 Stunden, die maximale Konstruktionstauchtiefe lag bei 120 Metern. In den Treibstofftanks konnten 440 Kubikmeter Dieselkraftstoff gebunkert werden, damit hatte das Boot einen Fahrbereich von 11.000 Seemeilen bei 10 Knoten.

### Bewaffnung
Die Hauptbewaffnung bestand aus zehn 533-mm-Torpedorohren, sechs im Bug, vier achtern, für die sich 24 Torpedos an Bord befanden. Hinter dem Turm war ein 12,7-cm-Deckgeschütz angebracht. Auf dem Wintergarten war zunächst eine 40-mm-FlaK untergebracht und laut ursprünglicher Planung zwei 12,7-mm-Maschinengewehre, deren Einbau aber nicht nachgewiesen ist. Im Sommer 1945 führte die Apogon zwei 12,7-cm-Deckgeschütze. Diese Modifikation erhöhte die Kampfkraft des U-Bootes bei Überwasser-Gefechten sowie bei Angriffen auf Küstenziele.
Zur Ortung feindlicher Schiffe verfügte die USS Apogon über ein JK/QC- und ein QB-Sonar unter dem Bug, an Deck waren JP-Hydrophone installiert. Am ausfahrbaren Elektronikmast war ein SD-Radar mit 20 Seemeilen Aufklärungsreichweite zur Ortung feindlicher Flugzeuge angebracht, zusätzlich verfügte das U-Boot über ein SJ-Oberflächensuchradar mit etwa zwölf Seemeilen Reichweite. Im getauchten Zustand konnte über das am Periskop angebrachte ST-Radar mit acht Seemeilen Reichweite ebenfalls eine Ortung feindlicher Schiffe erfolgen.

## Geschichte
Die USS Apogon wurde am 9. Dezember 1942 auf der Portsmouth Navy Yard auf Kiel gelegt und lief dort am 10. März 1943 vom Stapel. Die Taufe nahm die Admiralsgattin Mrs. Thomas Withers vor. Am 16. Juli 1943 folgte die Indienststellung unter dem Kommando von Lieutenant Commander Walter Paul Schoeni.

### Zweiter Weltkrieg
Im Sommer 1943 absolvierte die USS Apogon Erprobungs- und Trainingsfahrten vor der Küste von Neu England. Am 13. September verließ sie den Hafen von New London und erreichte am 22. September den U-Boot-Stützpunkt Coco Solo in der Panama-Kanalzone. Anschließend passierte sie den Panamakanal (25. September) und setzte Kurs auf Pearl Harbor. Nach der Ankunft dort durchliefen Boot und Besatzung im Oktober noch eine drei Wochen dauernde Vorbereitung auf den Kriegseinsatz vor Hawaii.

#### Erste Feindfahrt (3. November 1943 – 18. Dezember 1943)
Zur ersten Feindfahrt lief die Apogon am 3. November 1943 aus.  Das Zielgebiet lag im Seegebiet um die Insel Moen (Insel) und entlang der Schifffahrtslinie zwischen den japanischen Flottenstützpunkten Truk und Kwajalein. Die Apogon flankierte die Eroberung der Gilbertinseln durch Streitkräfte der Vereinigten Staaten. Im Rahmen der Feindfahrt sichtete die Apogon viermal feindliche Schiffe, die ein lohnendes Angriffsziel boten. In drei Fällen kam es zum Torpedoangriff. Allerdings schlugen die meisten Angriffe fehl. Letztlich erzielte die Apogon lediglich einen Erfolg, als sie am 4. September 1943 das japanische frühere Kanonenboot Daido Maru (2962 ts) versenkte. Der erste Einsatz des U-Bootes endete am 18. Dezember mit dem Erreichen der Midwayinseln. Am 26. Dezember fuhr das Boot weiter nach Pearl Harbor zur Wartung und Vorbereitung auf den nächsten Einsatz.

#### Zweite Feindfahrt (15. Januar 1944 – 9. März 1944)
Von Hawaii aus nahm die USS Apogon am 15. Januar 1944 ihre zweite Patrouille in Angriff, für die das Seegebiet um die Marianen als Einsatzgebiet befohlen wurde. Bei dieser Feindfahrt ergab sich nur einmal eine Angriffsgelegenheit. Am 1. Februar erfolgte ein Angriff auf einen aus sechs Schiffen bestehenden Geleitzug. Dabei seien der Besatzung zufolge zwei Schiffe in zwei Angriffswellen durch Torpedotreffer versenkt worden. Eine offizielle Bestätigung der Erfolge blieb aus. Die Feindfahrt endete am 9. März 1944 in Pearl Harbor.

#### Dritte Feindfahrt (2. April 1944 – 22. Mai 1944)
Die dritte Feindfahrt der Apogon verlief erfolglos. Kurz nach dem Auslaufen ereignete sich ein Unfall, bei dem sich versehentlich ein Schuss aus einer 20-mm-Maschinenkanone löste und ein Besatzungsmitglied im Bein traf. Infolge des Unfalls kehrte das Boot um und lief Johnston an, wo das verletzte Besatzungsmitglied ins Hospital und ein Ersatzmann an Bord ging. Nach nur zweieinhalb Stunden Aufenthalt setzte das U-Boot seinen Einsatz fort. Während der gesamten Patrouille hatte die Apogon nicht einen einzigen Feindkontakt. Mit dem Einlaufen in den behelfsmäßig eingerichteten Stützpunkt von Makujo am 22. Mai 1944 endete der dritte Einsatz des Bootes, das daraufhin überholt und erneut für den nächsten Einsatz bereit gemacht wurde. Am 8. Juni erfolgte eine kurze Probefahrt und anschließend meldete das Boot Einsatzbereitschaft.

#### Vierte Feindfahrt (12. Juni 1944 – 22. Juli 1944)
Die vierte Feindfahrt der Apogon begann am 12. Juni 1944 und führte von Majuro aus in die japanisch kontrollierten Gewässer zwischen den Philippinen und Formosa. Hierbei operierte die Apogon in einem so genannten „Wolfpack“ gemeinsam mit drei weiteren U-Booten: Guardfish, Thresher und Piranha.
Am 22. Juli griff das Wolfpack gemeinsam einen aus neun Transportschiffen und sechs Geleitschiffen bestehenden Geleitzug an. Bevor die Apogon hierbei ihren ersten Torpedo abfeuern konnte, wurde sie von einem der Frachtschiffe entdeckt. Das japanische Schiff nahm sofort direkten Kurs auf das gesichtete Periskop der Apogon und versetzte dem Turm des U-Bootes einen Rammstoß, als dieses sich gerade für einen Angriff auf ein weiteres japanisches Schiff positionierte. Dabei erlitt die Apogon erhebliche Schäden: Die beiden Periskope waren zerstört, die Radar-Antennen schwer beschädigt und unbrauchbar. Diese Beschädigungen führten zum sofortigen Abbruch der Operation und zur Rückkehr des Bootes nach Midway. Nach ersten Reparaturen dort fuhr das Boot weiter nach Pearl Harbor, wo die restlichen Reparaturen an Periskopen und Radargeräten sowie am Heck des U-Bootes im Trockendock durchgeführt und zudem die Maschinen grundlegend überholt wurden, um die Einsatzbereitschaft des U-Bootes wiederherzustellen.

#### Fünfte Feindfahrt (12. September 1944 – 28. Oktober 1944)
Ihr fünfter Kriegseinsatz führte die USS Apogon in die Gewässer um die nördlich der japanischen Hauptinseln gelegenen Kurilen. Die Besatzung des U-Bootes beanspruchte die Versenkung eines kleinen Patrouillenbootes am 23. September 1944, die jedoch nicht bestätigt wurde. Die Versenkung des Frachters Hachirogata Maru am 27. September durch Torpedotreffer ist hingegen unumstritten und damit der zweite bestätigte Erfolg der Apogon. Es blieb der letzte Angriff auf dieser Feindfahrt, die ansonsten ereignislos blieb und am 28. Oktober in Midway endete.

#### Sechste Feindfahrt (20. November 1944 – 5. Januar 1945)
Nach erfolgter Überholung, Aufmunitionierung und Proviantversorgung lief die Apogon am 20. November zur nächsten Kriegspatrouille aus. Diese führte sie erneut vor die Kurilen. Wieder verlief die Fahrt weitgehend ergebnislos. Lediglich ein Torpedotreffer auf einem japanischen Tanker konnte erzielt und das Schiff beschädigt werden. Der Einsatz endete am 5. Januar 1945 in Pearl Harbor. Bereits am 7. Januar lief die Apogon wieder aus, diesmal mit Kurs auf Vallejo am Nordrand der Bucht von San Pablo in Kalifornien. Auf der dortigen Marinewerft wurde das U-Boot grundlegend überholt, bevor das Boot im Mai 1945 wieder einsatzbereit war.

#### Siebte Feindfahrt (28. Mai 1945 – 14. Juli 1945)
Erneut lief die Apogon am 28. Mai zu einer Feindfahrt in Richtung der Kurilen und des Ochotskischen Meeres aus. Während dieser Feindfahrt erzielte die Apogon am 18. Juni 1945 ihre dritte Versenkung beim Angriff auf einen kleinen, aus vier japanischen Schiffen bestehenden Geleitzug. Dabei torpedierte und versenkte sie den japanischen Frachter Hakuai Maru (2614 ts). Am 2. Juli duellierte sich die Apogon mit einem kleinen japanischen U-Boot-Jäger, der bei dem Gefecht erheblich beschädigt wurde. Die Feindfahrt endete am 14. Juli in Midway.

#### Achte Feindfahrt (7. August 1945 – 2. September 1945)
Die achte und letzte Feindfahrt der USS Apogon begann acht Tage vor der Kapitulation Japans. Als Zielgebiet des Einsatzes waren die Gewässer südöstlich Japans im Seegebiet nahe der Marcusinsel vorgesehen. Feindkontakte ergaben sich auf dieser Fahrt keine mehr. Bedingt durch die Kapitulation Japans beendete die Apogon ihren letzten Kriegseinsatz bereits am 2. September 1945 mit der Rückkehr nach Pearl Harbor.

#### Erfolge und Auszeichnungen
Während ihrer acht Feindpatrouillen erzielte die USS Apogon mehrere Erfolge gegen die japanische Schifffahrt. Jedoch konnten von den gemeldeten Erfolgen nur drei Versenkungen offiziell bestätigt werden. Diese waren:
- Ex-Kanonenboot Daido Maru (2962 ts)
- Frachter Hachirogata Maru (1999 ts)
- Frachter Hakuai Maru (2614 ts)[8]

Weitere Versenkungen wurden von der Besatzung beansprucht aber nicht bestätigt. Hinzu kommen ein beschädigter Tanker und ein schwer beschädigter U-Boot-Jäger sowie weitere Beschädigungen feindlicher Schiffe.
Für ihre als erfolgreich eingestuften Einsätze während des Zweiten Weltkriegs wurden der USS Apogon insgesamt sechs Battle Stars verliehen.

### Nachkriegszeit

Atombombentest „Baker“ im Rahmen der Operation Crossroads am 25. Juli 1946 auf dem Bikini-Atoll. Am linken unteren Rand der expandierenden Wasserdampfwolke befindet sich die USS Apogon.

Unmittelbar nach der Rückkehr von ihrer letzten Feindfahrt verlegte die Apogon nach San Diego, wo sie am 11. September einlief und am 1. Oktober außer Dienst gestellt wurde.

#### Operation Crossroads
Im Januar 1946 fuhr die Apogon zur Vorbereitung auf ihre letzte Mission nach Pearl Harbor. Hier wurde sie, ähnlich wie zeitgleich das Schwesterboot Dentuda, als Zielschiff für die Atombombentests der Operation Crossroads auf dem Bikini-Atoll hergerichtet, wobei sie unter anderem mit einer Fernsteuerung ausgestattet wurde, die benötigt wurde, um das Schiff ohne Besatzung für den Kernwaffentest Baker (zweiter Atomtest im Rahmen der Operation Crossroads) in Position bringen zu können. Am 21. Mai 1946 erreichte die Apogon ihr letztes Ziel, das Bikini-Atoll.
Die Apogon wurde am 25. Juli im Rahmen der Operation Crossroads bei der Detonation einer 23-Kilotonnen-Atombombe unterhalb der Wasseroberfläche versenkt. Am 25. Februar 1947 wurde sie dann auch offiziell aus dem Register der US Navy gestrichen. Ihr Wrack liegt noch heute in geringer Tiefe am Ort des Untergangs.